# سيريل جاي أودونيل
سيريل جاي أودونيل (بالإنجليزية: Cyril J. O'Donnell)‏ هو اقتصادي أمريكي، ولد في ديسمبر 1900، وتوفي في 16 فبراير 1976.